# Sylvain Legwinski
Sylvain Legwinski (6 de outubro de 1973) é um ex-futebolista profissional francês que atuava como meia.

## Carreira
Sylvain Legwinski representou a Seleção Francesa de Futebol nas Olimpíadas de 1996.